# ميسيميريون (ثيسالونيكي)
ميسيميريون (Μεσημέριον) هي قرية في مقدونيا الوسطى في مقاطعة سالونيك.
تقع إداريًا ضمن نطاق بلدية ثيرمايكوس. قبل إصلاح الحكومة المحلية في عام 2011، كانت تابعة لبلدية إيبانومي.  سجل تعداد 2011 سكان القرية 1,831 نسمة.  يغطي مجتمع ميسيميري مساحة 11,913 فدانًا. 